# Henrik Berggren (Journalist)

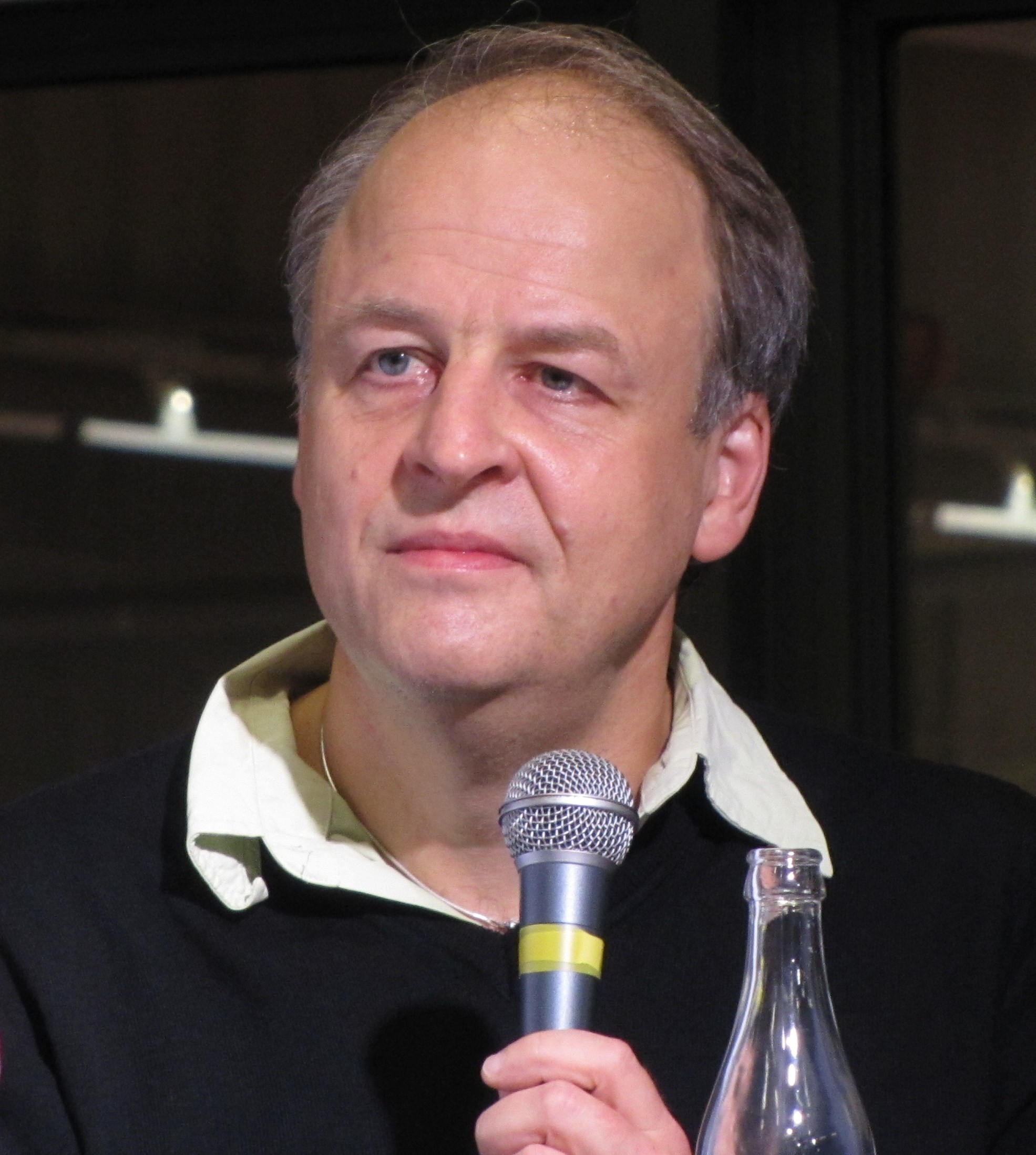
Henrik Berggren 2010

Claes Henrik Arvid Berggren (* 18. Juni 1957 in Uppsala in Schweden) ist ein schwedischer Journalist und Historiker.

## Leben
Berggren arbeitet seit dem Jahre 1986 bei der bürgerlich-liberalen schwedischen Tageszeitung Dagens Nyheter. Seit dem 1. September 2000 ist er Kulturchef der Zeitung. 1995 promovierte er im Fach Geschichte.

## Auszeichnung
- 2011: Axel-Hirsch-Preis
- 2011: Johan-Hansson-Preis für seine Biografie Olof Palmes.

## Veröffentlichungen
- Dag Hammarskjöld. Das Unmögliche möglich machen. Die Biografie. Verlag Urachhaus, Stuttgart 2017, 240 Seiten, ISBN 978-3-8251-5125-6.
- Moderna människor, gamla gemenskaper: Kommunerna och vätfärdsstaten after andra världskriget. 2013.
- Den akademiska frågan – en ESO-rapport om frihet i den högre skolan. Finansdepartment, Regieringskansliet, Stockholm 2012, ISBN 978-91-38-23724-3.
- Underbara dagar framfor oss: en biografi över Olof Palme. Norstedt, Stockholm 2010, ISBN 978-91-1-301708-2.
  - deutsch: Olof Palme. Vor uns liegen wunderbare Tage. aus dem Schwedischen von Paul Berf und Susanne Dahmann; btb Verlag, München 2011, ISBN 978-3-442-75268-3.[1]
- Zusammen mit Lars Trägårdh: Är svensken människa? Gemenskap och oberoende i det moderna Sverige. Norstedt, Stockholm 2006, ISBN 91-1-301561-3.
- Seklets ungdom: retorik, politik och modernitet 1900–1939. Dissertation, Universität Stockholm, Tidens Förlag, Stockholm 1995, ISBN 91-550-4246-5.
- Proletärerna vid Mimers brunn: en delundersökning i en avhandling om förhållandet mellan utbildning, politik och ideologi 1900–1945. Stockholms universitet, 1987.